# Ng'endo Mwangi

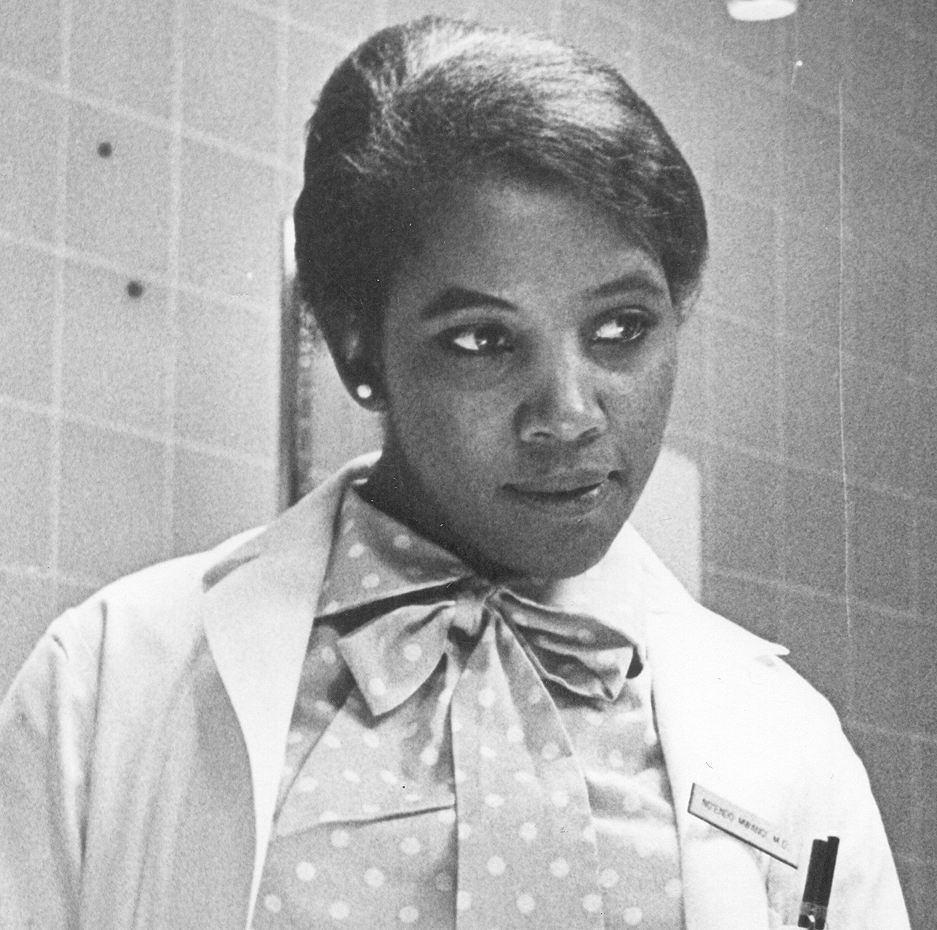
Mwangi năm 1965

Ng'endo Mwangi là bác sĩ phụ nữ đầu tiên của Kenya. Bà thành lập các phòng khám phục vụ dân số nông thôn rất lớn. Bà sinh ra ở Kenya và học tập tại Hoa Kỳ.
Sinh ra ở Kinoo, Kiambu đến Rahab Wambui Mwangi và Mwangi Manyiri, bà theo học trường Trung học Liên minh như một phần của lớp tiên phong. Mwangi được phép đi du học tại Hoa Kỳ theo chương trình Kennedy Airlifts và bà trở thành người phụ nữ da đen châu Phi đầu tiên theo học tại Smith College ở Massachusetts. bà tốt nghiệp Đại học Smith năm 1961, sau đó bà trở thành sinh viên châu Phi đầu tiên tại Đại học Y Albert Einstein ở Thành phố New York. Trở về Kenya với tư cách là một bác sĩ giỏi, bà mở phòng khám đầu tiên, Phòng khám Athi River, ở một vùng nông thôn khô cằn phía đông nam Nairobi, nơi bà là bác sĩ duy nhất cho hơn 300.000 người Maasai. Năm 1987, bà thành lập Trung tâm y tế Reto tại Sultan Hamud.
Các thành viên của Liên minh sinh viên da đen tại Đại học Smith đã đưa ra trường hợp cho các cơ sở bổ sung trong khuôn viên trường vào năm 1973, Trung tâm văn hóa Mwangi được thành lập và được đặt tên để vinh danh bà. Vào thời điểm đó, Trung tâm được đặt tại Lilly Hall nhưng sau đó nó đã được chuyển đến Trung tâm Davis tại Đại học Smith. Mwangi chính thức đổi tên từ Florence Gladwell vào năm 1967. bà được Smith College trao bằng danh dự năm 1987. bà qua đời vì bệnh ung thư vú năm 1989.